# Věra Grubrová
Věra Grubrová, coniugata Horáková (Brno, 8 marzo 1933), è un'ex cestista cecoslovacca.

## Carriera
Con la Cecoslovacchia ha disputato due edizioni dei Campionati mondiali (1959, 1964) e cinque dei Campionati europei (1954, 1956, 1958, 1960, 1962).